# Prasinocyma niphobola
Prasinocyma niphobola är en fjärilsart som beskrevs av Louis Beethoven Prout 1930. Prasinocyma niphobola ingår i släktet Prasinocyma och familjen mätare. Inga underarter finns listade i Catalogue of Life.